# Лабиринты Ехо
«Лабири́нты Е́хо» — серия фантастических повестей о приключениях сэра Макса, работника Малого сыскного войска в городе Ехо. «Лабиринты Ехо» написаны Светланой Мартынчик в соавторстве с Игорем Стёпиным и опубликованы под псевдонимом «Макс Фрай». Имеет жанровые признаки «городского фэнтези», а по мнению Т. И. Хоруженко этот цикл повестей может быть отнесён к «волшебному детективу». Первая книга серии была опубликована в 1996 году, завершающая в 2000. «Лабиринты» неоднократно переиздавались, отдельные книги переведены на разные языки.
Продолжением «Лабиринтов» стали циклы «Хроники Ехо» (2005—2013) и «Сновидения Ехо» (2014—2019), написанные Светланой Мартынчик.

## Сюжет
Сюжет построен на приключениях сэра Макса в вымышленном мире, в котором существует магия. Основное действие происходит в городе Ехо, где Макс служит в «Малом тайном сыскном войске» — организации, занимающейся борьбой с магическими преступлениями.

## Персонажи
Все книги серии написаны от лица главного персонажа — сэра Макса. В «Предисловии правообладателей», предваряющем издание первого тома «Лабиринт» (издательство «Азбука», 1996 год) имеется сцена, где персонаж по имени Макс передаёт Стёпину и Мартынчик некие рукописи, при этом Макс указывает на этикетку безалкогольного напитка с надписью «alkohol frei», утверждая «вот так и пишется моя фамилия».
Главный герой — Макс Фрай — позиционируется и как автор, подобное характерно как для классической русской литературы, так и для постмодернистских традиций. Однако связь герой — автор здесь более сложная.
Также постоянными персонажами «Лабиринтов» являются коллеги сэра Макса по магической службе: Джуффин Халли, Мелифаро, Шурф Лонли-Локли, Кофа Йох, леди Меламори Блимм и другие.

## Произведения серии
«Лабиринты Ехо» включают в себя следующие повести:
- Чужак (Лабиринт) (1996)
  1. Дебют в Ехо
  2. Джуба Чебобарго и другие милые люди
  3. Камера № 5-Хох-Ау
  4. Чужак
  5. Король Банджи
  6. Жертвы обстоятельств
  7. Путешествие в Кеттари
- Волонтёры Вечности (1997)
  1. Магахонские Лисы
  2. Корабль из Арвароха и другие неприятности
  3. Очки Бакки Бугвина
  4. Волонтеры вечности
- Простые волшебные вещи (Тёмная сторона) (1997)
  1. Тень Гугимагона
  2. Простые волшебные вещи
- Тёмная сторона (Вершитель) (1997)
  1. Темные вассалы Гленке Тавала
  2. Дорот — повелитель Манухов
- Наваждения (1997)
  1. Зеленые воды Ишмы
  2. Сладкие грёзы Гравви
- Власть несбывшегося (1998)
  1. Возвращение Угурбадо
  2. Гугландские топи
- Болтливый мертвец (1999)
  1. Тайна Клуба Дубовых листьев
  2. Болтливый мертвец
  3. Наследство для Лонли-Локли
  4. Книга огненных страниц
- Лабиринт Мёнина (2000)
  1. Белые камни Харумбы
  2. Лабиринт Мёнина
  3. Тихий Город

## Переводы на другие языки

### Английский
Издательство: The Overlook Press,
Перевод: Poly Gannon
- The Stranger (2009)
- The Stranger’s Woes (2011)
- The Stranger’s Magic (2012)
- The Stranger’s Shadow (2013)

### Немецкий
В серии «„Das Echo-Labyrinth“» издательством Blanvalet выпущены следующие книги в переводе Анны Серафин:
- Der Fremdling
- Die Reise nach Kettari
- Die Füchse von Mahagon
- Volontäre der Ewigkeit
- Einfache Zauberdinge

### Испанский
«Чужак» и «Волонтёры вечности» изданы Ediciones Minotauro, перевод Yulia Dobrovolskaya и José María Muñoz Rovira
- «Forastero» (2005)
- «Los reclutas de la eternidad» (2006)

### Украинский
Макс Фрай «Чужак». — BookChef, 2017.

### Чешский
Издательство Triton,
Перевод Veronika Mistrová
- Cizinec
- Cesta do Kettari

### Литовский
«Чужак (Лабиринт)», «Волонтёры Вечности», «Простые волшебные вещи (Тёмная сторона)», «Тёмная сторона (Вершитель)», «Зеленые воды Ишмы» изданы Nieko rimto
Перевод Dalia Saukaitytė
- Atėjūnas (2005)
- Amžinybės glėbyje (2005)
- Paprasti stebuklingi daiktai (2006)
- Tamsioji pusė (2007)

Перевод Stasys Gimbutis
- Žalieji Išmos vandenys (2010)

### Шведский
Издательство Coltso.
- Främlingen (Чужак, 2005)
- Resa till Kettari (Путешествие в Кеттари, 2011)

### Норвежский
Издательство Schibsted.
- Den Fremmede (Чужак, 2011). Перевод Dina Roll-Hansen и Hege Susanne Bergan